# Dolna Orjachovitsa
Dolna Orjachovitsa (Bulgaars: Поликраище) is een stad in Bulgarije. De stad is gelegen in de gemeente Gorna Orjachovitsa in de  oblast Veliko Tarnovo. De stad ligt hemelsbreed ongeveer 11 km ten noordoosten van de regionale hoofdplaats  Veliko Tarnovo en 203 km ten noordoosten van de hoofdstad Sofia.

## Bevolking
Kort na de onafhankelijkheid van Bulgarije telde het (toenmalig) dorp Dolna Orjachovitsa 2.830 inwoners. Dit steeg vervolgens tot een maximum van ruim 5.000 personen in 1946. In de periode daarna bleef het inwonersaantal relatief stabiel. Sinds 1975 kampt de stad echter met een bevolkingskrimp, als gevolg van emigratie naar grotere steden in het land. Op 31 december 2019 telde de stad iets meer dan 2.600 inwoners.
|  |

Van de 2.971 inwoners reageerden er 2.691 op de optionele volkstelling van 2011. Van deze 2.691 respondenten identificeerden 2.624 personen zichzelf als etnische Bulgaren (97,5%), gevolgd door 36 Roma (1,3%), 11 Bulgaarse Turken (0,4%) en 20 personen die tot 'overige' etnische groepen behoorden (0,8%).
| Etnische samenstelling van de respondenten (2011) | Etnische samenstelling van de respondenten (2011) | Etnische samenstelling van de respondenten (2011) | Etnische samenstelling van de respondenten (2011) | Etnische samenstelling van de respondenten (2011) |
| ------------------------------------------------- | ------------------------------------------------- | ------------------------------------------------- | ------------------------------------------------- | ------------------------------------------------- |
|                                                   |                                                   |                                                   |                                                   |                                                   |
| Bulgaren                                          | Bulgaren                                          |                                                   | 97,5%                                             | 97,5%                                             |
| Turken                                            | Turken                                            |                                                   | 0,4%                                              | 0,4%                                              |
| Roma                                              | Roma                                              |                                                   | 1,3%                                              | 1,3%                                              |
| Anders/Onbekend                                   | Anders/Onbekend                                   |                                                   | 0,8%                                              | 0,8%                                              |